# 堀川基子
堀川基子（ほりかわ もとこ（きし）、源基子，1269年—1355年10月10日），鎌倉時代、南北朝時代女性。後宇多天皇宮人，後二条天皇的生母，准三后。院号西華門院。法名清浄法。父內大臣堀川具守，太政大臣堀川基具養女（实际是孫女）。

## 生平
文永6年（1269年）堀川基子出生。入後宇多天皇的後宮，弘安8年（1285年）生邦治親王（後二条天皇）。永仁6年（1298年），邦治親王被立为太子，正安3年（1301年）後二条天皇即位後，基子叙位从三位。德治3年（1308年）八月後二条天皇驾崩，堀川基子出家。同年十一月廿七，改元延慶。同年十二月初二，准三宮、院号宣下，称西華門院。正平10年/文和4年八月廿六（1355年10月10日），堀川基子以八十七岁去世。